# Jocul lui Ender
Jocul lui Ender (1985) (titlu original Ender's Game) este un roman science fiction al scriitorului american Orson Scott Card. La originea cărții stă povestirea "Jocul lui Ender", publicată în numărul din august 1977 al revistei Analog Science Fiction and Fact. Dezvoltând personajele și firele narative din roman, Card a scris ulterior alte cărți, care au format Saga lui Ender. În 1991, Card a revizuit Jocul lui Ender, modificând unele elemente politice pentru a reflecta mai exact vremurile.
Cu o acțiune care are loc în viitorul Pământului, romanul prezintă o omenire care abia a supraviețuit după două războaie cu niște extratereștri insectoizi numiți "gândaci" (Formici). Pregătindu-se pentru o a treia invazie, o flotă internațională păstrează o școală pentru a antrena viitorii comandanți. Cei mai talentați copii ai lumii, inclusiv protagonistul, Ender Wiggin, sunt duși de mici într-un centru de antrenament numit Școala de Luptă. Aici, profesorii îi inițiază în arta războiului prin intermediul unor jocuri tot mai dificile, inclusiv unele purtate în condiții de gravitație zero, unde geniul tactic al lui Ender iese la iveală.
Cartea a fost primită bine, deși unii critici au dezaprobat justificările aduse de Card pentru acțiunile violente ale personajelor. De asemenea, a devenit o lectură recomandată de unele organizații militare, inclusiv în cadrul United States Marine Corps. Jocul lui Ender a câștigat premiul Nebula pentru "Cel mai bun roman" în 1985 și premiul Hugo la aceeași categorie în 1986. Continuările sale, Vorbitor în numele morților, Xenocid, Copiii minții și Ender in Exile, prezintă călătoriile lui Ender către diferite lumi ale galaxiei. Acțiunea altei cărți, A War of Gifts, se petrece simultan cu cea a romanului. Jocul lui Ender a fost adaptat pentru două serii de benzi desenate.

## Rezumat
În deschiderea romanului, lui Andrew "Ender" Wiggin i se îndepărtează un dispozitiv folosit pentru monitorizarea gândurilor și activităților sale. Ieșit de sub supravegherea guvernamentală, el este atacat de un alt băiat, pe care Ender îl rănește foarte grav, pentru a-l împiedica să îl mai agreseze altădată. Raționamentul aflat în spatele acțiunii sale îl recomandă ca și candidat pentru Școala de Luptă, pas pe care îl acceptă atât din simț civic, cât și pentru a scăpa de sub suferințele îndurate din partea fratelui său mai mare, Peter. La Școala de Luptă, comandantul Hyrum Graff îl numește public cel mai inteligent candidat, lucru care îi atrage resentimente din partea celorlalți elevi, care îl izolează. Ender se califică repede printre soldații de elită ai școlii, dar această reușită nu îi atrage mai multă simpatie.
Între timp, sora și fratele său, Valentine și Peter, fac o alianță neobișnuită. Folosind pseudonimele "Locke" (Peter) și "Demostene" (Valentine), ei publică eseuri savante cu vederi opuse privind un război cu Rusia. Scopul final este crearea unei stări de necesitate la nivel global care să îi permită lui Peter să preia puterea. Scrierile lor sunt citite la cele mai înalte niveluri guvernamentale de către oameni puternici care nu își dau seama în primă fază că sunt operele unor copii. În cele din urmă, Graff își dă seama de acest lucru și o folosește pe Valentine ca să îl păstreze pe Ender sub controlul lor.
Ender este promovat în postul de comandant al unei noi armate, "Armata Dragon", în liga jocurilor de luptă în condiții de gravitație zero a Școlii de Luptă. Deși are de-a face cu armată foarte tânără și lipsită de experiență, el o transformă într-una invincibilă. Armata lui introduce tactici inovative, eliminând metodele vechi de genul folosirii formațiilor în camera de luptă. Ceilalți comandanți încep să îi dorească răul, iar Ender ajunge să îl ucidă fără să vrea pe unul dintre cei mai vehemenți când acesta îl atacă.
Administrația Școlii de Luptă îl promovează pe Ender la Școala de Comandă înainte de termen. Acolo, sub tutela eroului legendar al luptei împotriva gândacilor, Mazer Rackham, Ender joacă un joc similar celui din camera de luptă, conducând nave într-o bătălie spațială pe un simulator 3D. Ofițerii săi sunt foști elevi ai Școlii de Comandă, iar luptele devin tot mai epuizante. Deși ajunge aproape la capătul puterilor, Ender reușește să își păstreze abilitățile de conducător și stilul inovator.
"Examenul final" al lui Ender constă într-un scenariu din apropierea unei planete, în care navele gândacilor depășesc flota lui cu o mie la unu. Ender ordonă folosirea unei arme care distruge planeta simulată și toate navele de pe orbită, știind că asta este împotriva regulilor jocului, sperând că profesorii săi vor găsi decizia lui inacceptabilă și îi vor demite, permițându-i să plece acasă.
Spre surprinderea lui, Ender află că simulările erau, de fapt, bătălii reale, și că a reușit să ucidă toate mătcile de pe planeta de origine a extratereștrilor. În momentul acela, Ender își dă seama că este răspunzător pentru distrugerea unei întregi rase, precum și a piloților "simulați" pe care nu a pus preț în timpul luptelor, iar vina acestui xenocid îl deprimă.
După ce își revine, Valentine îl informează că pe Pământ a fost un război și că nu i se permite să revină acolo, deoarece abilitățile sale sunt prea periculoase pentru a cădea în mâinile cuiva, mai ales ale lui Peter. Ender devine guvernator al primei colonii umane de pe o lume a gândacilor. Acolo intră în legătură cu o matcă nenăscută care reușește să comunice prin intermediul unei legături psihice. Aceasta îi explică faptul că rasa ei nu și-a dat seama că indivizii umani reprezintă creaturi inteligente. După A Doua Invazie, gândacii au înțeles adevărul despre oameni și au decis să nu mai atace din nou Pământul, dar s-au trezit puși în fața imposibilității comunicării directe dintre specii.
Ender își dă seama că gândacii au lăsat în urma lor această matcă pentru ca el să îi poată înțelege, ierta și să îi ajute să își găsească o nouă casă pe care să o repopuleze. Alături de Valentine, Ender începe să viziteze numeroase lumi, căutând una potrivită pentru matca nenăscută.

## Creare și inspirație
Nuveleta originală, "Jocul lui Ender", furnizează câteva cadre legate de experiențele lui Ender la Școala de Luptă și la Școala de Comandă; romanul detaliază viața lui Ender de dinainte, din timpul și de după război, descriind și isprăvile politice de pe Pământ ale fraților săi mai mari. Într-un comentariu din ediția audio a romanului, apărută cu ocazia celei de-a 20-a aniversări, precum și în Ediția Definitivă a Autorului din 1991, Card a declarat că Jocul lui Ender a fost scrisă special pentru a creiona personajul Ender în vederea Vorbitorului din Vorbitor în numele morților, carte a cărei schiță fusese realizată înaintea transformării Jocului lui Ender în roman. În introducerea scrisă în 1991, Card prezintă influența Fundației lui Isaac Asimov asupra nuveletei și a romanului. De asemenea, Card a fost influențat și de cercetările făcute de istoricul Bruce Catton asupra Războiului Civil American.

## Cadru
Omenirea se confruntă cu o rasă extraterestră necunoscută, "gândacii", care aproape a exterminat-o. Toate națiunile s-au aliat pentru a forma o unitate militară internațională. În acest viitor, omenirea a descoperit călătoria interstelară, comunicarea cu viteze superluminice (derivată de la ansiblul din operele Ursulei K. LeGuin), diferite arme și mecanisme defensive și controlul asupra gravitației. Pământul este guvernat de trei entități separate, care se luptă pentru supremație pe perioada războiului.
Cea mai mare parte a narațiunii se concentrează pe Școala de Luptă, o stație spațială folosită pentru antrenamente militare complexe. Flota Internațională testează toți copiii pământeni și îi alege pe cei mai strălucitori pentru a urma antrenamentul militar de pe Stația de Luptă. Elevii sunt grupați în armate care conțin 40 de membri și un comandant, fiind nevoite să poarte lupte simulate în condițiile lipsei gravitației.

## Răspuns critic
În general, critica a primit bine Jocul lui Ender. În 1985, romanul a primit premiul Nebula pentru "Cel mai bun roman",, iar în 1986 premiul Hugo la aceeași secțiune, adică cele mai prestigioase premii science fiction. Ender's Game a fost nominalizat și pentru un Premiu Locus în 1986. În 1999, el s-a clasat pe locul 59 al listei cititorilor în Modern Library 100 Best Novels, intrând și în "Cele mai bune 100 de cărți pentru tineri" de la American Library Association.
Scriitorul Gerald Jonas de la New York Times admite că acțiunea romanului pare la prima vedere "un film SF banal pentru televiziune", dar declară că autorul dezvoltă bine elementele, în ciuda acestui "material care nu promite". Ulterior, Jonas aclamă dezvoltarea personajului Ender Wiggin: "Plăcut și, în același timp, nesuferit, e un mic Napoleon în pantaloni scurți convingător".
Marea parte a criticii negative a romanului a venit pentru violența sa și pentru modul în care Card justifică violența lui Ender. Recenzia Elainei Radford, "Ender și Hitler: Simpatie pentru supraom", critică diferite aspecte ale romanului. Ea afirmă că Ender Wiggin reprezintă o referire făcută de Card la Adolf Hitler și critică violența romanului, în special cea a protagonistului. În aceeași publicație, Fantasy Review, Card a răspuns criticilor lui Radford. Criticile lui Radford au avut ecou în eseul lui John Kessel, "Crearea ucigașului nevinovat: Jocul lui Ender - intenție și moralitate". Kessel e de părere că autorul aprobă furia și violența lui Ender: "Ender își doboară toți dușmanii, dar rămâne cu o conștiință nepătată. Nimic nu e din vina lui".
Lista de lecturi profesionale al United States Marine Corps recomandă citirea romanului câtorva grade inferioare.
Cartea a fost pusă pe listă de căpitanul John F. Schmitt, autorul Manualului de Luptă al Marinei pentru "furnizarea într-un mod schematic eficient a unor alegorii utile care explică de ce militarii fac ceea ce fac".
În introducerea romanului, scrisă pentru folosirea în cadrul antrenamentelor, se opinează că acesta oferă "lecții de pregătire în metodologie, conducere și, de asemenea, etică [....] Jocul lui Ender a fost un punct important al listei marinei încă de la început".

## Revizii
Card a revizuit cartea în 1991, făcând mici modificări pentru a reflecta climatul politic și declinul Uniunii Sovietice. În prefața cărții Ender in Exile, Card declara că multe dintre detaliile prezente în capitolul 15 din Jocul lui Ender au fost modificate pentru a fi de folos continuărilor și povestirilor. Pentru a realiza un tot unitar, Card a rescris acest capitol și are în plan să mai revizuiască o dată cartea, cândva în viitor.

## Traduceri în limba română
- 1994 - Jocul lui Ender, ed. Nemira, colecția "Nautilus" nr. 56, traducere Mihai-Dan Pavelescu, 256 pag. ISBN 973-569-049-7
- 2005 - Jocul lui Ender, ed. Nemira, colecția "Nautilus", traducere Mihai-Dan Pavelescu, 344 pag., ISBN 978-973-569-739-6
- 2012 - Jocul lui Ender (cartonată), ed. Nemira, colecția "Nautilus", traducere Mihai-Dan Pavelescu, 352 pag., ISBN 978-606-579-395-8
- 2013 - Jocul lui Ender, ed. Nemira, colecția "Nautilus", traducere Mihai-Dan Pavelescu, 352 pag., ISBN 978-606-579-670-6

## Adaptări

### Film
Orson Scott Card a scris ultimul său scenariu pentru Warner Bros. în mai 2003. Ulterior, David Benioff și D. B. Weiss au fost desemnați să scrie un nou scenariu, împreună cu regizorul Wolfgang Petersen. Card a anunțat apoi că scrie un nou scenariu care nu se bazează pe niciunul dintre cele anterioare. După ce Petersen a abandonat proiectul și Card a refuzat, așa cum chiar el spune, să se "fie de acord cu ecranul verde de la Hollywood", autorul a anunțat, în februarie 2009, că a finalizat un scenariu pentru Odd Lot Entertainment, trecând la activitatea de formare a unei echipe de producție. În septembrie 2010 s-a anunțat că Gavin Hood s-a alăturat proiectului, pe post de scenarist și de regizor. Pe 28 ianuarie 2011, s-a anunțat că Roberto Orci și Alex Kurtzman vor fi producători, urmând să prezinte scenariul investitorilor interesați. Pe 28 aprilie 2011 s-a anunțat că Summit Entertainment a preluat filmul  și că Digital Domain s-a alăturat ca și co-producător. Filmul a avut premiera la 24 octombrie 2013 în Austria și Germania.

### Joc video
Ender's Game: Battle Room va fi un joc video distribuit prin intermediul tuturor platformelor de descărcare disponibile. Jocul este în lucru la Chair Entertainment, care a realizat și jocurile Xbox Live Arcade Undertow și Shadow Complex. Chair i-a vândut lui Card licența pentru Empire, care a devenit un bestseller. Se știu puține despre joc, în afară de faptul că se va petrece în universul lui Ender și că se va concentra pe camera de luptă.
În decembrie 2010 s-a anunțat că realizarea jocului video a fost oprită, proiectul fiind pus în stand-by pe termen nedefinit.

### Benzi desenate
Pe 19 aprilie 2008, Marvel Comics și Orson Scott Card au anunțat că vor publica o ediție limitată a adaptării după Jocul lui Ender, ca prima dintr-o serie de BD-uri care va adapta toate romanele din Saga lui Ender. Card a fost citat ca declarând că este primul pas din portarea poveștii într-un mediu vizual. Prima serie de cinci numere, intitulată Ender's Game: Battle School, e scrisă de Christopher Yost, în timp ce a doua serie de cinci numere, Ender’s Shadow: Battle School, este scrisă de Mike Carey.

### Roman paralel
Povestea din Jocul lui Ender a fost repovestită de Card într-un roman "paralel", Umbra lui Ender, care relatează în mare parte aceleași evenimente din punctul de vedere al unui alt personaj: Bean. Acesta a fost urma de o serie distinctă a umbrelor, care relatează viețile lui Bean, Petra și a altor absolvenți ai Școlii de Luptă: Umbra Hegemonului, Umbra marionetelor și Umbra uriașului.

## Vezi și
- 1985 în literatură
- 2013 în științifico-fantastic
- 1985 în științifico-fantastic
- Minte colectivă (științifico-fantastic)